# Dahlica alpicolella
Dahlica alpicolella is een vlinder uit de familie van de zakjesdragers (Psychidae). De wetenschappelijke naam van deze soort is voor het eerst voorgesteld als Solenobia alpicolella door Hans Rebel in een publicatie uit 1919.
De soort komt voor in Frankrijk, Zwitserland, Oostenrijk, Slovenië, Spanje en Italië.